# Personer i Sverige födda i Sovjetunionen
Till personer i Sverige födda i Sovjetunionen räknas personer som är folkbokförda i Sverige och som har sitt ursprung i Sovjetunionen. Enligt Statistiska centralbyrån fanns det 2021 i Sverige sammanlagt cirka 5 200 personer i Sverige födda i Sovjetunionen. Siffran innefattar inte personer födda efter 1991 då Sovjetunionen upplöstes. 

## Historisk utveckling

### Födda i Sovjetunionen
| Personer i Sverige födda i Sovjetunionen 2000–2024 | Personer i Sverige födda i Sovjetunionen 2000–2024 | Personer i Sverige födda i Sovjetunionen 2000–2024 | Personer i Sverige födda i Sovjetunionen 2000–2024 | Personer i Sverige födda i Sovjetunionen 2000–2024 |
| -------------------------------------------------- | -------------------------------------------------- | -------------------------------------------------- | -------------------------------------------------- | -------------------------------------------------- |
|                                                    |                                                    |                                                    |                                                    |                                                    |
| År                                                 |                                                    |                                                    | Folkmängd                                          |                                                    |
| 2000                                               | 2000                                               |                                                    | 7 584                                              |                                                    |
| 2001                                               | 2001                                               |                                                    | 7 426                                              |                                                    |
| 2002                                               | 2002                                               |                                                    | 7 285                                              |                                                    |
| 2003                                               | 2003                                               |                                                    | 7 104                                              |                                                    |
| 2004                                               | 2004                                               |                                                    | 6 954                                              |                                                    |
| 2005                                               | 2005                                               |                                                    | 6 798                                              |                                                    |
| 2006                                               | 2006                                               |                                                    | 6 667                                              |                                                    |
| 2007                                               | 2007                                               |                                                    | 6 522                                              |                                                    |
| 2008                                               | 2008                                               |                                                    | 6 437                                              |                                                    |
| 2009                                               | 2009                                               |                                                    | 6 348                                              |                                                    |
| 2010                                               | 2010                                               |                                                    | 6 209                                              |                                                    |
| 2011                                               | 2011                                               |                                                    | 6 119                                              |                                                    |
| 2012                                               | 2012                                               |                                                    | 6 048                                              |                                                    |
| 2013                                               | 2013                                               |                                                    | 5 946                                              |                                                    |
| 2014                                               | 2014                                               |                                                    | 5 815                                              |                                                    |
| 2015                                               | 2015                                               |                                                    | 5 722                                              |                                                    |
| 2016                                               | 2016                                               |                                                    | 5 638                                              |                                                    |
| 2017                                               | 2017                                               |                                                    | 5 585                                              |                                                    |
| 2018                                               | 2018                                               |                                                    | 5 508                                              |                                                    |
| 2019                                               | 2019                                               |                                                    | 5 381                                              |                                                    |
| 2020                                               | 2020                                               |                                                    | 5 297                                              |                                                    |
| 2021                                               | 2021                                               |                                                    | 5 219                                              |                                                    |
| 2022                                               | 2022                                               |                                                    | 5 156                                              |                                                    |
| 2023                                               | 2023                                               |                                                    | 5 073                                              |                                                    |
| 2024                                               | 2024                                               |                                                    | 4 959                                              |                                                    |
| Anm.: Befolkning den 31 december respektive år.    |                                                    |                                                    |                                                    |                                                    |